# Dugna
Dugna – osiedle typu miejskiego w Rosji, w obwodzie kałuskim. W 2010 roku liczyło 667 mieszkańców.